# Vanderlei Paiva
Wanderley Paiva Monteiro, mais conhecido como Vanderlei Paiva (Três Corações, 7 de abril de 1946 — Campinas, 27 de novembro de 2023), foi um treinador e futebolista brasileiro, que atuava como meio-campista.
Atuou por quase uma década como profissional pelo Atlético-MG.

## Carreira

### Jogador
Iniciou sua carreira em sua cidade natal aos 17 anos, jogando pelo Atlético Clube de Três Corações. Nesta época, Vanderlei foi convidado a ingressar no futebol carioca. Não aceitou as proposta do Olaria, clube que estava interessado no jogador, a pedidos do pai. Logo depois, recebeu um telegrama do Atlético, convidado a ingressar no time alvinegro e aceitou de imediato. Foi comprado do Atlético de Três Corações por Cr$ 5 mil, em 1966.
Tornou-se profissional pelo Atlético-MG, vendeu seu passe por NCr$ 12 mil. Atleta excepcional e dono de um grande futebol, foi campeão mineiro de 1970 e campeão brasileiro de 1971, tendo disputado todas as 27 partidas, marcando um gol.
O ex-volante marcou 32 gols em 559 partidas. Além disso, fez parte da equipe Campeã Brasileira em 1971.
Fez parte do histórico time da Ponte Preta que foi vice-campeão paulista de 1977.
Em 1980, ele chegou ao Palmeiras, onde ficou pouquíssimo tempo, fazendo 19 jogos (3 vitórias, 9 empates e 7 derrotas) e marcou apenas 1 gol.

### Treinador
Depois de pendurar as chuteiras, Paiva seguiu para a vida de treinador. Seu primeiro clube foi justamente a Ponte Preta, onde foi campeão paulista júnior em 1981.
Seu título de maior expressão como técnico foi o Campeonato Goiano de 2004, com o modesto CRAC de Catalão, que desbancou a dupla Goiás e Vila Nova - ambos vinham dividindo os títulos por 11 anos.
A última passagem de Wanderley Paiva pela Ponte foi em 2006, quando dirigiu a equipe nas rodadas finais do Brasileirão, mas não conseguiu livrar a Macaca do rebaixamento, terminando em 17º, encabeçando a lista dos rebaixados, a 5 pontos do Palmeiras. Em 2007, comandou alguns jogos do Paulistão antes de ser substituído por Nelsinho Baptista.
Anda em 2007, ele foi contratado pelo União São João, de Araras.
Em 2009, aceitou convite para comandar o Corinthians-AL.
No ano de 2011 assumiu novamente o CRAC-GO.

## Morte
Morreu em 27 de novembro de 2023. Um leilão beneficente estava sendo promovido para ajudar no tratamento médico que era realizado para uma grave doença, não divulgada. O próprio Atlético-MG ajudava na campanha de arrecadação em apoio ao ídolo.

## Títulos
Atlético-MG
- Campeonato Mineiro: 1970
- Campeonato Brasileiro: 1971
- Taça Minas Gerais: 1975 e 1976